# Église Saint-Paul de Saint-Paul (Québec)
L'église Saint-Paul est une église de rite catholique romain située au cœur du village de Saint-Paul au Québec (Canada). L'église est construite en 1803 et 1804 selon un modèle conçu par l'abbé Pierre Conefroy (1752-1816) pour l'église de la Sainte-Famille de Boucherville. Sa façade est d'ailleurs presque identique à cette dernière. Le décor intérieur est refait vers 1880 selon les plans de l'architecte Victor Bourgeau. L'église est classée comme immeuble patrimonial en 1973. Elle bénéficie d'une aire de protection depuis 1975.